# Edwarda Dias
Edwarda de Oliveira Dias (Pinhão, 22 de abril de 1999) é uma voleibolista paralímpica brasileira. Edwarda disputa na modalidade de vôlei sentado, classe VS1, e disputa parabadminton.

## Trajetória esportiva
Edwarda nasceu sem parte da perna direita, devido ao cordão umbilical ter se enrolado na perna, impedindo a formação durante a gestação. Começou a jogar vôlei aos 9 anos como forma de se divertir e praticar esporte.
Participou dos Jogos Parapan-Americanos de 2015, ocorridos em Toronto, Canadá, em agosto daquele ano. O time brasileiro chegou até a final, perdeu para os Estados Unidos por 3 a 0, e ganhou a medalha de prata.
Conquistou a medalha de bronze, primeira do Brasil na modalidade, nos Jogos Paralímpicos de Verão de 2016 no Rio de Janeiro, representando seu país após derrotar a Seleção Ucraniana por 3 sets a 0.
Disputou os Jogos Parapan-Americanos de Jovens, ocorrido em São Paulo em 2017, e ganhou medalha de ouro.
Participou dos Jogos Parapan-Americanos de 2019, no time de voleibol sentado, e conquistou o ouro.
Em 2019, começou a jogar também badmínton. No esporte, em 2020 estava na classe SL4, destinada a pessoas com deficiência nos membros inferiores que andam. Participou de eventos nacionais e já conquistou duas medalhas de ouro e uma de prata.
Nos Jogos Paralímpicos de Verão de 2020, ocorridos em Tóquio, em 2021, Edwarda integrou a seleção brasileira mais uma vez. A equipe ganhou a medalha de bronze, derrotando o Canadá por 3 a 1. Pela conquista, foi homenageada pelos vereadores da Câmara Municipal da cidade onde nasceu.
Em julho de 2022, participou do Campeonato Paranaense de Vôlei Sentado, ocorrido em Curitiba, disputando pelo Círculo Militar do Paraná (CMP), que ficou em segundo lugar. Na equipe também estava Luiza Fiorese, colega da seleção que disputou em Tóquio. Em agosto do mesmo ano ministrou uma palestra.
Nos Jogos Parapan-Americanos de 2023 disputou badminton nas duplas mistas das classes SL3 (pessoas com deficiência nos membros inferiores que andam) e SU5 (pessoas com deficiência nos membros superiores). Seu parceiro era Rogério Oliveira, com quem conquistou a medalha de ouro após derrotar a dupla brasileira formada por Adriane Ávila e Yuki Roberto.

## Vida pessoal
É noiva de Rogério Oliveira, que também é atleta de parabadminton.